# Шенген
Шенген (лукс. Schengen) је село у југоисточном Луксембургу близу тромеђе Немачке, Француске и Луксембурга. Припада комуни Шенген у кантону Ремих. Шенген има развијену производњу вина. Број становника у 2004. години износио је 425.
Село је постало познато 14. јуна 1985. када је Шенгенски споразум потписан на броду Принцеза Мари-Астрид на реци Мозел у Шенгену. 